# Bahnhof Schierke

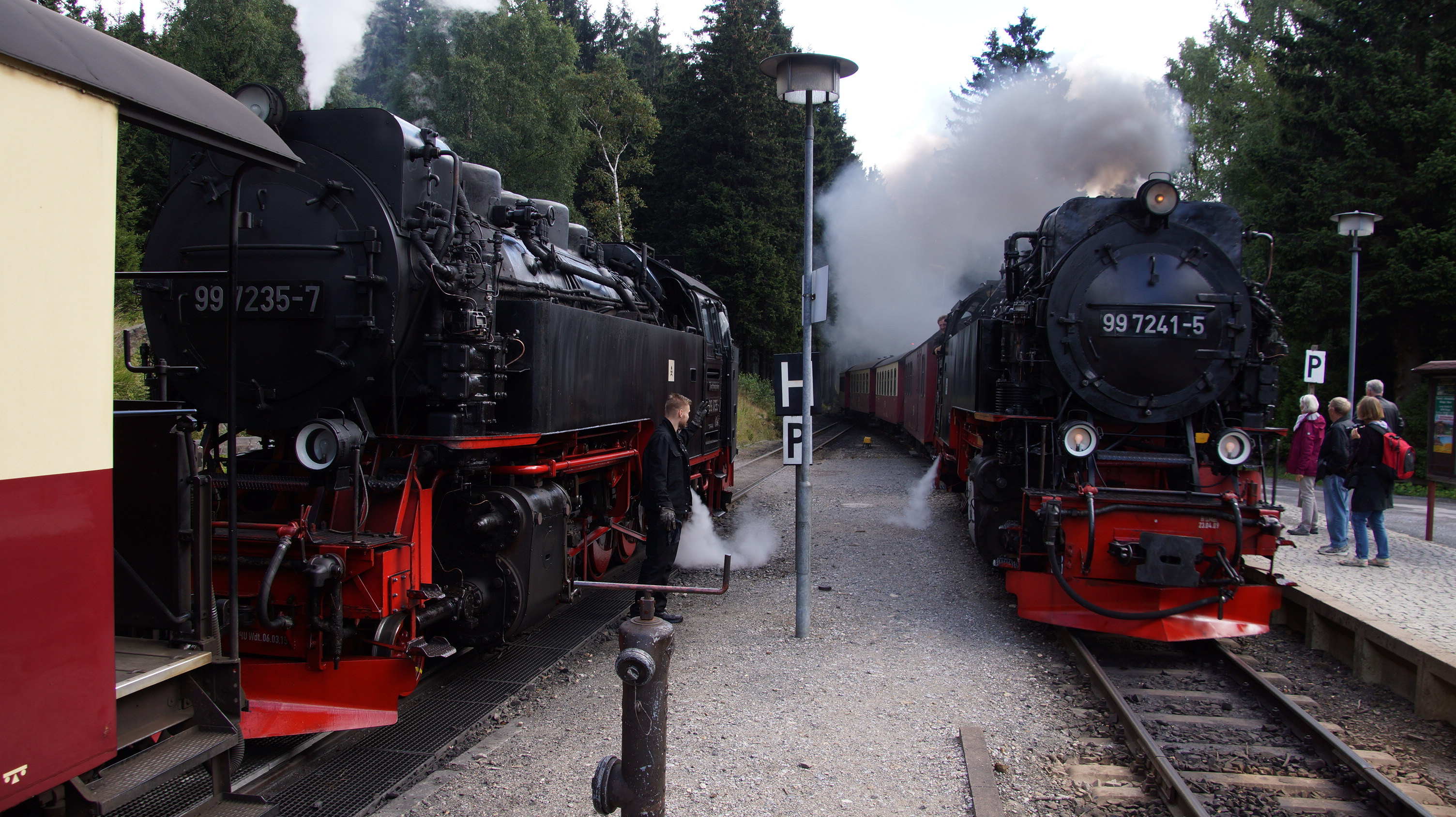
Einfahrt der Dampfloks vom Brocken (links) und von Drei Annen Hohne in den Bahnhof Schierke

Der Bahnhof Schierke ist der Bahnhof der von den Harzer Schmalspurbahnen betriebenen Brockenbahn im Ortsteil Schierke der Stadt Wernigerode im Harz in Sachsen-Anhalt.

## Geschichte
Der in einer Höhe von 687 Meter gelegene Bahnhof wurde am 20. Juni 1898 eröffnet und ist seitdem ständig als Bahnhof in Nutzung. Mit der Fertigstellung der Strecke zum Brocken am 4. Oktober 1898 verkehrten hier die vorwiegend touristisch genutzten Züge zum höchsten Berg Norddeutschlands. Da im Winter der Bahnhof Brocken aufgrund der Schneemassen nicht bedient wurde, endeten die Züge vom 16. Oktober bis zum 29. April immer in Schierke. Erst nach den Deutschen Wintersportmeisterschaften im Frühjahr 1950 wurde der Brocken auch im Winter angefahren.
Durch die Lage des Brockens im Grenzgebiet zwischen DDR und BRD wurde die Brockenbahn zwischen Schierke und dem Bahnhof Brocken ab 13. August 1961 für den öffentlichen Verkehr gesperrt. Bahn und Bahnhof dienten nur noch militärischen Zwecken beziehungsweise für den Bedarf der örtlichen Bevölkerung. Nach der politischen Wende des Jahres 1989 wurde jedoch die Brockenbahn instand gesetzt und der Bahnhof Schierke wieder in seiner ursprünglichen Funktion genutzt.

## Lage und Ausstattung
Der Bahnhof liegt etwas oberhalb des Ortes Schierke im Gebiet des Nationalpark Harz. Die Zufahrtswege waren zeitweise für den motorisierten Individualverkehr gesperrt. Taxen, Versorgungsfahrzeuge und Fahrzeuge mit einer entsprechenden Genehmigung, wie sie z. B. für Gäste des Brockenhotels erteilt wird, durften jedoch direkt bis zum Bahnhof vorfahren. Derzeit (Stand 2012) sind die Wege jedoch für den Straßenverkehr freigegeben. Unmittelbar am Bahnhofsgebäude besteht ein öffentlicher, kostenpflichtiger Parkplatz. Im Bahnhofsgelände wird auch ein mobiler Imbiss betrieben. Etwas nördlich des Bahnhofs befindet sich die Feuersteinklippe.
Der Bahnhof wird im Regelverkehr nur von dampflokbespannten Zügen der Harzer Schmalspurbahnen bedient. Teilweise besitzen Züge im Bahnhof Schierke einen Aufenthalt, oder es findet eine Begegnung zweier Züge der sonst eingleisigen Strecke statt.
Im Denkmalverzeichnis des Landes Sachsen-Anhalt ist der Bahnhof unter der Erfassungsnummer 094 56034 010 als Teilobjekt des Baudenkmals Harzquerbahn verzeichnet.